# D'Andre Swift
D'Andre T. Swift (Filadelfia, Pensilvania, 14 de enero de 1999) más conocido como D'Andre Swift, es un jugador profesional estadounidense de fútbol americano que se desempeña en la posición de running back en Philadelphia Eagles, equipo de la National Football League (NFL).

## Carrera
Fue seleccionado en la segunda ronda en la Reunión Anual de Selección de Jugadores de la NFL de 2020. Hizo su debut profesional con el equipo Detroit Lions, en el cual jugó tres temporadas (2020-2023), luego pasó a Philadelphia Eagles, donde lleva jugando una temporada.